# Hermes García Guzman
Hermes  García Guzman (Villa del Rosario, Estado Soberano de Santander, Colombia, 28 de octubre de 1869-Baltimore, Maryland, 17 de enero de 1925) fue un escritor, diplomático y militar colombiano.

## Biografía
Descendiente del prócer bumangués Custodio García Rovira. Hijo de José Eleuterio García y María Concepción Guzmán. Contrajo Matrimonio con la venezolana Luisa Emira Baldó Jara.

## Trayectoria político-militar
En la Guerra de los Mil Días fue ayudante del general Benjamín Herrera, además de haber participado junto a él en los combates de Bucaramanga, Terán, Batalla de Peralonso, Palonegro, La Palma, Gramalote, Capitancitos y en el Boquerón de Puerto Santos.
Dirigió la resistencia en Ocaña y estuvo en primera línea en el combate de Puerto Santos, lo que le mereció el grado de General de Brigada, otorgado por el mismo director de la Guerra y Presidente temporal general Gabriel Vargas Santos.

## Su obra
El general García Guzmán es autor de las obras: Estigma liberal, Imprenta Americana, Maracaibo, 1902; En la tierra de Robledo, El Cojo, Caracas, 1908; Fragmentos de "El Bien
Social", El Cojo, Caracas, 1909; Discurso, pronunciado en la Sesión Solemne con que el 2 de enero de 1912, la Sociedad Gremios Unidos, celebró el 2.º aniversario de su fundación, Imprenta de El Bien Social, Cúcuta, 1912; Fragmentos (2.ª Edición reformada), Litografía del Comercio, Caracas, 1920; Falsos postulados nacionales: conferencia leída el 11 de agosto en el salón de la Sociedad Colombiana de Ingenieros; acompañada de los principales comentarios de los diarios bogotanos y de la polémica suscitada por ella, Editorial Manrique, Bogotá, en: Anales de Ingeniería, Vol. 32, no. 377 (agosto de 1924).

## Trabajos y aportes
Junto a Luis Francisco Peralta y Joaquín Estrada promovió el 5 de julio de 1890 una suscripción pública para encargar la estatua de bronce que del ‘Hombre de las Leyes’ realizó en Hamburgo, Alemania, el escultor Carl Börner (Niederwiesa, 1828 - Hamburgo 1895), y que se levantó en el Parque General Santander con motivo del centenario del nacimiento del prócer en 1892.
Perteneció a la Asociación de Artesanos Gremios Unidos, de Cúcuta, que fue fundada el 2 de enero de 1910 por un grupo de artesanos, albañiles, joyeros, zapateros, sastres y talabarteros, con el propósito de enseñar a leer, escribir, arimetica, ortografía, gramática y las nociones elementales de higiene y comportamiento siguiendo el texto  de Carreño e instrucción cívica.
Fue miembro de la Sociedad de Mejoras Públicas de Cúcuta e integró la mesa directiva en el periodo 1913 – 1917. Esta Sociedad fundada el 18 de marzo de 1893, por iniciativa de don Rafael Barroso Mendoza quien fue su primer presidente. Desde sus inicios la entidad se ha hecho cargo del ornato, embellecimiento y arborización de las plazas, calles, avenidas y jardines públicos de la Ciudad.
Se destacó como periodista y dirigió en Cúcuta los periódicos El Tiempo, El Remolcador, La Provincia, y el semanario El Bien Social (1903), editado en la Imprenta Liberty de Crespo Hermanos, en donde informó sobre el aparato destilador de petróleo que construyó don Virgilio Barco Maldonado.
Una vez terminada la Guerra, García Guzmán se desempeñó en algunos cargos públicos, y como encargado de negocios en Venezuela ateniendo problemas por asuntos limítrofes con ese país, circunstancia por la que trabó polémica con el escritor y poeta José Eustasio Rivera Salas, pues era el secretario y abogado de la Comisión Limítrofe Colombo- Venezolana. Aquel litigio se solucionó con el Laudo Arbitral del Consejo Federal Suizo, dado en Berna, el 24 de marzo de 1922, y suscrito por los señores Presidente y Canciller de la Confederación Suiza.